# Nicolás de Espinosa
Nicolás (de) Espinosa (Valencia, 1520 - ¿1565?) fue un poeta narrativo español del renacimiento. 
Nada se sabe sobre este autor. Solo que nació en Valencia en 1520 y que imprimió como autor, siguiendo de cerca la fuente del Romancero castellano y el canon de Ferrara (Luigi Pulci, Mateo Boyardo, Ludovico Ariosto), un poema heroico o epopeya culta en 35 cantos y 14.000 versos endecasílabos agrupados en octavas reales titulado La Segunda parte del Orlando, con el verdadero suceso de la famosa batalla de Roncesvalles, fin y muerte de los doce pares de Francia (Zaragoza, 1555; reimpresa en Amberes, 1557), que tuvo cierto éxito, pues fue reimpreso casi inmediatamente en Amberes en 1556, 1557 y 1559; después ya solo se reimprimió en Alcalá de Henares en 1579.
Se trata de una continuación del famoso Orlando furioso de Ludovico Ariosto, autor muy popular en Italia y España  en el siglo XVI.
En el mismo año de 1555 se imprimió en Valencia un poema muy parecido, de casi el mismo argumento, obra de Francisco Garrido de Villena, el Roncesvalles... (Valencia: Joan Mey, 1555). La intención de ambos autores, en medio del orto del imperio hispano, era rescatar y revitalizar la patriótica leyenda medieval de Bernardo del Carpio, el famoso héroe que derrotó a los franceses. En el caso de Espinosa se arrincona el elemento fantástico del canon de Ferrara y se subrayan los contenidos nacionales.
También se le debe una traducción del humanista y diplomático al servicio de Lorenzo el Magnífico Pandolfo Colenucio o Collenuccio (1444-1504), Compendio de historias del reino de Nápoles (Valencia, 1563), donde se lo nombra en un soneto del doctor Diego Ramírez Pagán incluido entre los preliminares.